# ملینا کاناکاریدیز
ملینا کاناکاریدیز (انگلیسی: Melina Kanakaredes؛ زادهٔ ۲۳ آوریل ۱۹۶۷) هنرپیشه و فیلم‌نامه‌نویس اهل ایالات متحده آمریکا است. وی از سال ۱۹۹۱ میلادی تاکنون مشغول فعالیت بوده‌است.

## گزیده فیلمشناسی
از فیلم‌ها یا برنامه‌های تلویزیونی که وی در آن نقش داشته‌است می‌توان به آثار زیر اشاره کرد.
- بوسه طولانی شب‌بخیر (۱۹۹۶)
- زیبایی خطرناک (۱۹۹۹)
- راندرز (فیلم) (۱۹۹۸)
- ۱۵ دقیقه (۲۰۰۱)
- آتنا (۲۰۱۰)
- خبرچین (فیلم آمریکایی ۲۰۱۳) (۲۰۱۳)
- به‌سوی جنوب (۱۹۹۵)
- سی‌اس‌آی: میامی (۲۰۰۴)
- سی‌اس‌آی: نیویورک (۲۰۰۴–۲۰۱۰)
- هاوایی فایو-زیرو (۲۰۱۵)
- دارای هستی (مجموعه تلویزیونی) (۲۰۱۵)